# Досије икс (4. сезона)
Четврта сезона серије Досије икс је емитована од 4. октобра 1996. до 18. маја 1997. године и броји 24 епизоде.

## Опис
Главна постава се у овој сезони није мењала.

## Улоге

### Главне
- Дејвид Дуковни као Фокс Молдер
- Џилијан Андерсон као Дејна Скали

### Епизодне
- Мич Пилеџи као Волтер Скинер (Епизоде 1, 3, 5, 8–11, 14, 16, 18, 21)

## Епизоде
| Бр. у серији | Бр. у сезони | Назив                         | Редитељ       | Сценариста                                                 | Пpемијерно емитовање |
| --- | ------------ | ----------------------------- | ------------- | ---------------------------------------------------------- | -------------------- |
| 74 | 1            | Господарска раса (2. део)     | Р. В. Гудвин  | Крис Картер                                                | 4. октобар 1996.     |
| Подстакнуд од стране ванземаљца ловца на награде, Џеремаја Смит води Молдера на фарму где проналази неколико девојака које су колнови његове сестре.                                                                                               |              |                               |               |                                                            |                      |
| 75 | 2            | Дом                           | Ким Менерс    | Глен Морган и Џејмс Вонг                                   | 11. октобар 1996.    |
| У малом, такорећи мирном граду, агенти истражују смрт новорођенчеда са узнемирујућим дефектима на рођењу, а траг одводи до расплодног клана мутаната.                                                                                              |              |                               |               |                                                            |                      |
| 76 | 3            | Ноћно биће                    | Џејмс Чарлсон | Хауард Гордон                                              | 18. октобар 1996.    |
| Молдер и Скали су позвани да истраже смрти неколико Африканаца и црнаца након што им је кожа побелела због неке ретке болести или бизарног порклетства.                                                                                            |              |                               |               |                                                            |                      |
| 77 | 4            | Анексиозност                  | Роб Боумен    | Винс Гилигам                                               | 27. октобар 1996.    |
| Агенти Молдер и Скали истражују скуп бизарних отмица у којима су једини докази фотографије. Али када је СКали следећа могућа жртва, Молдер мора да се увуче убици у главу.                                                                         |              |                               |               |                                                            |                      |
| 78 | 5            | Област у којој сам умро       | Роб Боумен    | Глен Морган и Џејмс Вонг                                   | 3. новембар 1996.    |
| Потрага агента ФБИ-ја Молдера за доушником у једној секти води Скали и њега до једне од жена вође секте. Оно што су открили је неочекивано блиско повезано са женом.                                                                               |              |                               |               |                                                            |                      |
| 79 | 6            | Вампиризам                    | Ким Менерс    | Валери Мејхју и Вивијан Мејхју                             | 10. новембар 1996.   |
| Бизарни низ у болници за пластичну хирургију води Молдера и Скали да сумњају да нека натприродна сила стоји иза тога. |              |                               |               |                                                            |                      |
| 80 | 7            | Период Пушача                 | Џејмс Вонг    | Глен Морган                                                | 17. новембар 1996.   |
| Молдер, Скали и Бајерс се сусрећу са Фрохајком, када он говори о појединостима о Пушачевом животу. |              |                               |               |                                                            |                      |
| 81 | 8            | Тунгуска (1. део)             | Ким Менерс    | Френк Спотниц и Крис Картер                                | 24. новембар 1996.   |
| Дипломата који носи смртоносан пртљаг увлачи Молдера и Скали у опасну мрежу интрига због чега Молдер иде у Русију. |              |                               |               |                                                            |                      |
| 82 | 9            | Духовно благо (2. део)        | Роб Боумен    | Френк Спотниц и Крис Картер                                | 1. децембар 1996.    |
| Скали и Скинер присуствују сумњивом Сенатском испитивању док се Молдер и КРајчек сусрећу у Руском гулагу. |              |                               |               |                                                            |                      |
| 83 | 10           | Срца од папира                | Роб Боумен    | Винс Гилиган                                               | 15. децембар 1996.   |
| Агента Молдера прогони стари случај девојака које су побијене и којима су извађена срца. Ускоро Молдер постаје сумњичав кад га убица прогони са замисли да је једна од жртава можда Саманта.                                                       |              |                               |               |                                                            |                      |
| 84 | 11           | Светска путања                | Такер Гејтс   | Џон Шибан                                                  | 12. јануар 1997.     |
| Смртоносна киша у имигрантско радном кампу шаље Молдера и Скали у потрагу за митским бићем - Чупакабром. |              |                               |               |                                                            |                      |
| 85 | 12           | Леонард Бетс                  | Ким Менерс    | Винс Гилиган, Џон Шибан и Френк Спотниц                    | 26. јануар 1997.     |
| Нестанак тела човека из болничке мртвачнице шаље Молдера и Скали на истрагу о околностима човекове смрти. Ипак, за Скали ће то бити страшно откриће.                                                                                               |              |                               |               |                                                            |                      |
| 86 | 13           | Никад више                    | Роб Боумен    | Глен Морган и Џејмс Вонг                                   | 2. фебруар 1997.     |
| На задатку само за њу ван града, Скали чија тетоважа не жели да га дели, поготову не са Скали. |              |                               |               |                                                            |                      |
| 87 | 14           | Не заборави да мораш да умреш | Роб Боумен    | Крис Картер, Винс Гиливан, Џон Шибан и Френк Спотниц       | 9. фебруар 1997.     |
| Страх за Скалино здравље шаље Молдера на истрагу о бизарним околностима које би могле да објасне њену мистериозну отмицу предпоршле године док Скали одлази на курс који би могао да јој помогне око болести.                                      |              |                               |               |                                                            |                      |
| 88 | 15           | Светиња                       | ким Менерс    | ГХауард Гордон                                             | 16. фебруар 1997.    |
| Убиство у Јеврејској заједници доводи до смрти убица и тера Молдера и Скали да открију да ли је упитању освета или нешто више у питању. |              |                               |               |                                                            |                      |
| 89 | 16           | Неузвраћено                   | Мајкл Ленг    | Синопис: Хауард Гордон и Крис Картер Сценарио: Крис Картер | 23. фебруар 1997.    |
| Мистариозно убиство високог војног лица тера Молдера и Скали у трку против времена да зауставе наизглед незаустављивог - и невидљивг - атентатора.                                                                                                 |              |                               |               |                                                            |                      |
| 90 | 17           | Време лети (1. део)           | Роб Боумен    | Крис Картер и Френк Спотниц                                | 16. март 1997.       |
| Док се славио Скалин рођендан, Молдер сазнаје за смрт Макса Фенига у авинској несрећи. Оно што су агенти ускоро сазнали је да су околности око несреће можда ванземаљске.                                                                          |              |                               |               |                                                            |                      |
| 91 | 18           | Макс (2. део)                 | Ким Менерс    | Крис Картер и Френк Спотниц                                | 23. март 1997.       |
| Истрага се наставља за агенте Молдера и Скали када је наводно отео лет 549 НЛО. Откривају смртоносан отпор војске, што наставља да прикрива истину о догађају.                                                                                     |              |                               |               |                                                            |                      |
| 92 | 19           | Синхроно                      | Џејмс Чарлсон | Хауард Гордон и Дејвид Гринволт                            | 13. април 1997.      |
| Молдер и Скали истражују убиство за које је осумњичени изнео невероватан алиби - за смрт му је рекао старац који може да види будућност. |              |                               |               |                                                            |                      |
| 93 | 20           | Мали кромпири                 | Клиф Бол      | Винс Гилиган                                               | 20. април 1997.      |
| Мали град је благословен бебама које су рођене са реповима. Молдер и Скали долазе и сазнају за осумњиченог за кога се испоставља да га је немогуће идентификовати.                                                                                 |              |                               |               |                                                            |                      |
| 94 | 21           | Нулти збир                    | Ким Менерс    | Хауард Гордон и Френк Спотниц                              | 27. април 1997.      |
| Агент Молдер покреће истрагу о бизарној смрти за коју сазнаје да има везе са помоћником директора Скинером. У међувремену, Скинер прави договор са ђаволом у покушају да спречи рак који се шири по Скалином телу.                                 |              |                               |               |                                                            |                      |
| 95 | 22           | Елегија                       | Џејмс Чарлсон | Џон Шибан                                                  | 4. мај 1997.         |
| Молдер и Скали откривају низ убистава који има везе са домом за ментално поремећена и траг који нема смисла: свака жртва је добила упозорење од мртваца. Ипак, док Молдер открива нешто изненађујуће, Скали се подсећа на своју смртност.          |              |                               |               |                                                            |                      |
| 96 | 23           | Демони                        | Ким Менерс    | Р. В. Гудвин                                               | 11. мај 1997.        |
| Скали је забринута за Молдерово здравље када је пропатио од губитка памћења док је истраживао случај - а једини осумњичени је брутални дупли убица.                                                                                                |              |                               |               |                                                            |                      |
| 97 | 24           | Гетисман (1. део)             | Р. В. Гудвин  | Крис Картер                                                | 18. мај 1997.        |
| Истраживачи у северној Канади откривају нешто што би коначно могло да буде необорив доказ о постојању ванземаљаца, али је чак и Молдер скептичан док злокобни агенти не почну да убијају да би спречили откриће што доводи до потресног завршетка. |              |                               |               |                                                            |                      |